# Mortal Engines (livro)
Mortal Engines (Máquinas Mortais, no Brasil; Engenhos Mortíferos, em Portugal) é um romance inglês de fantasia escrito por Philip Reeve, originalmente publicado em 2001, e o primeiro volume da série Mortal Engines Quartet.
O livro é seguido pelo segundo volume da série, Predator's Gold, publicado em 2003. Mortal Engines foi adaptado para o cinema em 2018 pela Universal Pictures em um filme intitulado Mortal Engines.

## Personagens principais
- Tom Natsworthy
- Hester Shaw
- Anna Fang